# ادوارد ویلیام گادوین

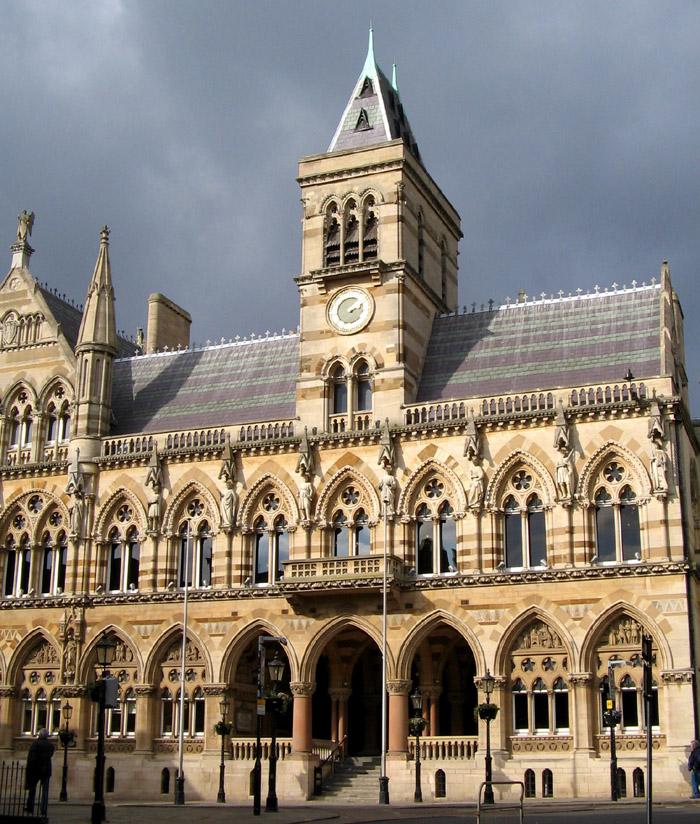
نورث‌همپتون گیلدهال، ساخته شده در سال‌های ۱۸۶۴–۱۸۶۱ میلادی، سبک «گوتیک راسکینی» گادوین را به نمایش می‌گذارد

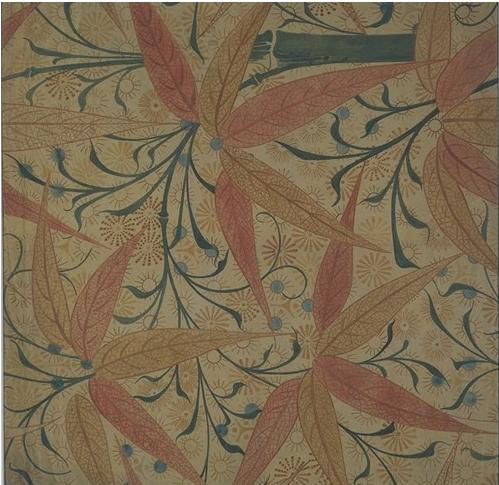
طراحی، ۱۸۷۲ میلادی (موزهٔ ه وی‌اَنداِی شمارهٔ: ای. ۵۱۵–۱۹۶۳)

ادوارد ویلیام گادوین (به انگلیسی: Edward William Godwin)؛ (زادۀ ۲۶ مهٔ ۱۸۳۳ میلادی – درگذشتۀ ۶ اکتبر ۱۸۸۶ میلادی) یک معمار-طراح مترقی اهل بریتانیا بود که کار خود را با کار در سبک بسیار رنگین «گوتیک راسکین» بریتانیای اواسط دورۀ ویکتوریایی، با الهام از کتاب سنگ‌های ونیز آغاز کرد، سپس به ارائۀ طرح‌هایی با سلیقۀ «انگلیسی-ژاپنی»، جنبش زیبایی‌شناسی و حلقۀ ویسلر در دهۀ ۱۸۷۰ میلادی پرداخت. تأثیر گادوین را می‌توان در جنبش هنر و صنایع دستی بعدی تشخیص داد.
شناخته شده‌ترین آثار اولیۀ او عبارتند از: نورث‌همپتون گیلدهال، که اولین مأموریت عمومی قابل توجه او بود، و تالار شهر کونگلتون، و همچنین بازسازی‌ها و الحاقات نئو-گوتیک به قلعۀ درومور، لیمرک و قلعۀ اشبی.

## زندگی‌نامه
گادوین که نزد یک مهندس در بریستول، جایی که آموزش معماری او عمدتاً خودآموز بود، شاگردی می‌کرد، در حدود سال ۱۸۶۲ میلادی به لندن نقل مکان کرد و با ویلیام بورگس، طراح گوتیک اصلاحی آشنا شد. او به عنوان یک عتیقه‌شناس، علاقۀ خاصی به لباس، مبلمان و معماری قرون وسطی داشت.
گادوین در سال ۱۸۶۵ میلادی بیوه شد؛ در طول رابطۀ او با بازیگر مشهور الن تری بین سالهای ۱۸۶۸ و ۱۸۷۴ میلادی، تری از بازیگری کناره گرفت و با او به هرتفوردشایر رفت و دو فرزند به دنیا آورد: ادیت کریگ (۱۹۴۷–۱۸۶۹ میلادی) و ادوارد گوردون کریگ (۱۹۶۶–۱۸۷۲ میلادی)، که بازیگر، طراح، کارگردان و نویسندۀ نظری مهم اوایل قرن بیستم اروپا تبدیل شد. این ماجرا الهام‌بخش گادوین شد تا زمان زیادی را صرف طراحی لباس و مناظر تئاتر کند. پس از بازگشت تری به تئاتر و سرد شدن ارتباط آن‌ها، گادوین با یک طراح جوان در دفتر خود به نام بئاتریس/بئاتریکس برنی فیلیپ (۱۸۹۶–۱۸۵۷ میلادی) ازدواج کرد که از او پسری به نام ادوارد به دنیا آورد. پس از مرگ گادوین، او در سال ۱۸۸۸ میلادی با جیمز ویسلر نقاش ازدواج کرد. گادوین یکی از همکاران مکرر مجله معمار بریتانیایی بود و تعدادی کتاب در زمینۀ معماری، لباس و تئاتر منتشر کرد.

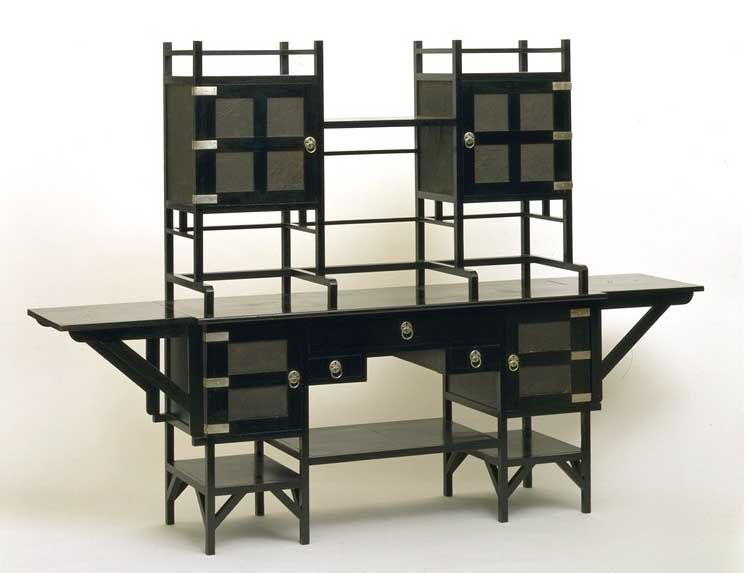
بوفه ۱۸۷۰–۱۸۶۷ میلادی

برای قضاوت از روی کتاب‌های پیش‌طرح‌های او در موزۀ ویکتوریا و آلبرت، می‌توان انتظار داشت که نیاز به یک تاریخ‌نگار التقاطی باشد، اما گادوین، به‌هیچ‌وجه بازتولیدکنندۀ رام طرح‌های گوتیک باستانی نیست، او جزو اولین کسانی بود که فهرست طراحی‌های اروپایی را به هنرهای ژاپن گسترش داد، که در سال ۱۸۵۳ میلادی به روی جهان غرب گشوده شده بود. مبلمان سبک انگلیسی-ژاپنی او، که عمدتاً با روکش آبنوس‌وار اجرا شده بود، برای قلعه درومور و استفادۀ شخصی او از سال ۱۸۶۷ میلادی طراحی شد. طرح‌های مشابهی که بعداً توسط شرکت‌های ویلیام وات و کالینسون و لاک تولید شدند، همچنین بر «طعم انگلیسی-ژاپنی‌»ای که صرفاً جنبه‌های تزئینی داشت، تأکید داشت. روح ژاپن، به جای جزئیات صرف، به شدت در کابینت سیاه رنگ گادوین که برای کالینسون و لاک طراحی شده آشکار می شود، که اکنون در موزۀ هنر مدرن، نیویورک نگهداری می‌شود.
در دهه‌های ۱۸۷۰ و ۱۸۸۰ میلادی طرح‌های گادوین را می‌توان در لیبرتی و شرکت یافت؛ کاغذ دیواری‌ها، منسوجات چاپی، کاشی‌ها، «مبلمان هنری» یا کارهای فلزی او در خانه‌های کسانی که تمایل هنری و پیشرو داشتند، عامل جهت ایجاد شخصیت یا نگرش می‌شدند. اسکار وایلد در میان مشتریانش بود و او را به عنوان «یکی از هنرمندانه‌ترین ارواح این قرن» توصیف کرد، و همچنین پرنسس لوئیز، که برای او استودیویی در کاخ کنزینگتون طراحی کرد.
از سال ۱۸۷۶ میلادی، گادوین خانه‌هایی را برای حومۀ باغ جدید پارک بدفورد، چیزیک طراحی کرد. طرح‌های او ضعیف تصور می‌شد، زیرا راه‌پله‌های شیب‌دار، توالت در حمام، اتاق‌های نسبتاً کوچک و راهروهای باریک داشتند. فقط تعداد کمی از خانه‌های او ساخته شدند؛ آن‌ها بلندتر و باریکتر از آن‌هایی هستند که توسط معماران دیگر ساخته شده‌اند.
در سال ۱۸۷۷ میلادی، نقاش جیمز ویسلر، که خود خبرۀ چاپ ژاپنی بود، به گادوین دستور داد تا خانه‌ای را در خیابان تایت، چلسی برای او بسازد، که گادوین در سال بعد به پایان رساند، علیرغم اینکه در ابتدا توسط هیئت مدیرهٔ متروپولیتن آثار مورد اعتراض قرار گرفت. با این حال، ورشکستگی ویسلر در سال ۱۸۷۹ میلادی باعث فروش خانه به همراه بقیۀ آثار نقاش شد. خریدار خانه، منتقد هنری، تغییراتی را انجام داد که ویسلر و گادوین از آن ابراز تأسف کردند. (کاخ سفید در دهۀ ۱۹۶۰ میلادی تخریب شد) ویسلر و گادوین علاقۀ مشترکی به هنر چینی و ژاپنی داشتند و در کاخ سفید و در تعدادی از پروژه‌های مبلمان و طراحی داخلی، به ویژه در «هارمونی در زرد و طلا: کابینت پروانه» همکاری کردند. وقتی ویسلر نقاشی‌های امپرسیونیستی رادیکال خود از ونیز را به نمایش گذاشت، گادوین به‌طور کامل گالری‌های نمایشگاه را تغییر داد تا تکمیل شود. خانه دیگری در خیابان تایت توسط فرانک مایلز ساخته شد و در سال بعد، ۱۸۷۸ میلادی، تکمیل شد، در ابتدا شمارۀ ۱ بود، اما همچنان پابرجاست و اکنون شمارۀ ۴۴ است. مایلز در آنجا زندگی می‌کرد، ابتدا با دوستش اسکار وایلد، تا زمانی که در سال ۱۸۸۷ میلادی به آسایشگاه سپرده شد. توسط خانواده‌اش به هنرمند، جی.پی. جیکومب-هود فروخته شد.
در سال ۱۸۸۱ میلادی، گادوین یک ورودی جدید برای محله در خیابان باند از انجمن هنرهای زیبا طراحی کرد، یک مکان مترقی برای نمایشگاه‌های هنر جدید، جایی که یکی از اولین نمایشگاه‌های چاپ چوبی ژاپنی برگزار شد.
گادوین در ۶ اکتبر ۱۸۸۶ میلادی در لندن بر اثر عوارض ناشی از عمل برداشتن سنگ کلیه درگذشت.